# Riserva naturale Valle del Fiume Argentino
La riserva naturale Valle del Fiume Argentino è un'area naturale protetta situata nel comune di Orsomarso, in provincia di Cosenza. La riserva, vicina ai monti di Lungro, occupa una superficie di 3.980 ettari all'interno del Parco nazionale del Pollino e costituisce il punto di partenza ideale per molti itinerari escursionistici che si possono svolgere in questa porzione di Parco..

## Storia
È stata istituita nel 1987 con il D.M. 21.07.87.

## Fauna
Grazie ad una particolare varietà di habitat che si vengono a creare, la fauna che popola la riserva è ricca e varia. La presenza di gran lungo più importante è quella del capriolo autoctono. Gli ultimi esemplari di questa specie, indigena delle montagne appenniniche calabresi, vivono in un comprensorio molto limitato di cui la valle dell'Argentino è il cuore. La sua presenza è attualmente stimata in alcune decine di capi. Sono inoltre presenti cinghiali, volpi, lepri, faine, martore, donnole, ricci, scoiattoli neri, numerose specie avicole con importanti colonie di rapaci diurni e notturni.

## Flora
La Valle del Fiume Argentino è una delle aree più affascinanti del sud Italia. La natura selvaggia domina incontrastata con boschi ricchissimi di una vegetazione tra le più varie, dove spicca il pino loricato, ed una fauna che ospita gli ultimi esemplari di capriolo autoctono. Il soprassuolo vegetale è costituito da un'eccezionale varietà di tipologie. Bosco ceduo, alto fusto, alta e bassa macchia mediterranea si alternano senza soluzioni di continuità su tutto il territorio, con centinaia di essenze diverse che rappresentano un po' tutta la flora arborea ed arbustiva delle varie regioni mediterranee. 
A partire dal pino loricato, che vegeta lungo i confini nord-orientali, si possono trovare: il faggio e l'abete bianco, che scendono fino ai 200 metri di quota nelle innumerevoli vallette che interessano l'orografia della riserva; frassino maggiore e minore; cerro; acero montano e opalo; carpino bianco; ontano napoletano e nero; nocciolo; noce; ciliegio selvatico; castagno; leccio; maggiociondolo; farinaccio e numerosi salici, distribuiti ovunque nella valle dell'Argentino. E ancora: le ginestre, di Spagna e dei carbonai, il ginestrone, l'erica arborea e scoparia, il corbezzolo, il mirto, il sambuco, il lentisco, la fillirea, il ginepro comune ecc.

## Punti di interesse
- Laghetto di Tavolara
- Cascata Ficara
- Pietra Campanara, un parallelepipedo di roccia alle pendici del Palanud;
- Sorgenti: Canale Tufo, Suglie Maretto, Ceraseo, Quagliarone;
- Fiume Argentino;
- grotta Madonna di Lourdes; la statua è posta in una grotta ricca di stalattiti. Notevole anche la visuale panoramica.

## Attività
Tra le attività che si possono svolgere nella Riserva, oltre alle già citate escursioni, si possono evidenziare il trekking lungo le gole del fiume Argentino o l'emozione delle discese in canoa o del "rafting" lungo le rapide del vicino fiume Lao.